# Ukiah (Californie)
Pour les articles homonymes, voir Ukiah.
Ukiah (en anglais [juːˈkаɪjə]) est une ville de l’État de Californie, siège du comté de Mendocino, aux États-Unis. Sa population est de 16 075 habitants lors du recensement de 2010.

## Démographie
| Groupe            | Ukiah | Californie | États-Unis |
| ----------------- | ----- | ---------- | ---------- |
| Blancs            | 72,1  | 57,6       | 72,4       |
| Autres            | 14,8  | 17,0       | 6,2        |
| Métis             | 5,5   | 4,9        | 2,9        |
| Amérindiens       | 3,7   | 1,0        | 0,9        |
| Asiatiques        | 2,6   | 13,1       | 4,8        |
| Afro-Américains   | 1,1   | 6,2        | 12,6       |
| Océaniens         | 0,2   | 0,4        | 0,2        |
| Total             | 100   | 100        | 100        |
|                   |       |            |            |
| Latino-Américains | 27,7  | 37,6       | 16,7       |

Selon l'American Community Survey, pour la période 2011-2015, 75,27 % de la population âgée de plus de 5 ans déclare parler anglais à la maison, alors que 20,36 % déclare parler l'espagnol, 0,60 % le coréen, 0,51 % l'ourdou et 3,27 % une autre langue.
| 1880 | 1890  | 1900  | 1910  | 1920  | 1930  |
| ---- | ----- | ----- | ----- | ----- | ----- |
| 933  | 1 627 | 1 850 | 2 136 | 2 305 | 3 124 |

| 1940  | 1950  | 1960  | 1970   | 1980   | 1990   |
| ----- | ----- | ----- | ------ | ------ | ------ |
| 3 731 | 6 120 | 9 900 | 10 095 | 12 035 | 14 599 |

| 2000   | 2010   | - | - | - | - |
| ------ | ------ | - | - | - | - |
| 15 497 | 16 075 | - | - | - | - |

## Climat
| Mois                                  | jan.     | fév.    | mars    | avril   | mai     | juin    | jui.    | août    | sep.    | oct.    | nov.    | déc.     | année    |
| ------------------------------------- | -------- | ------- | ------- | ------- | ------- | ------- | ------- | ------- | ------- | ------- | ------- | -------- | -------- |
| Température minimale moyenne (°C)     | 2,9      | 3,8     | 4,8     | 6,1     | 8,8     | 11,3    | 13,4    | 12,7    | 10,4    | 7,3     | 4,4     | 2,2      | 7,3      |
| Température moyenne (°C)              | 8,7      | 9,9     | 11,5    | 13,3    | 17,1    | 20,5    | 23,9    | 23,4    | 21      | 16,7    | 11,3    | 7,9      | 15,4     |
| Température maximale moyenne (°C)     | 14,6     | 16,1    | 18,2    | 20,6    | 25,4    | 29,7    | 34,4    | 34,2    | 31,6    | 26,1    | 18,1    | 13,7     | 23,6     |
| Record de froid (°C) date du record   | −11 1898 | −8 1989 | −6 1923 | −5 1906 | −2 1919 | 2 1920  | 4 1903  | 3 1918  | −1 1926 | −4 1971 | −7 2015 | −11 1972 | −11 1898 |
| Record de chaleur (°C) date du record | 28 1984  | 30 1932 | 34 1914 | 37 1926 | 41 2021 | 46 1961 | 46 1972 | 46 1908 | 46 1955 | 41 1980 | 33 1967 | 29 2006  | 46 1955  |
| Précipitations (mm)                   | 170,2    | 159,3   | 135,1   | 64,8    | 30      | 8,6     | 0,3     | 1,8     | 4,1     | 45,2    | 89,9    | 175,8    | 885,1    |
| dont neige (cm)                       | 0,3      | 0       | 0       | 0       | 0       | 0       | 0       | 0       | 0       | 0       | 0       | 0        | 0,3      |
| Nombre de jours avec précipitations   | 13,9     | 12,3    | 12,6    | 8,3     | 4,7     | 1,9     | 0,3     | 0,2     | 1,1     | 5,1     | 11,2    | 14,2     | 85,8     |
| Nombre de jours avec neige            | 0,03     | 0       | 0       | 0       | 0       | 0       | 0       | 0       | 0       | 0       | 0       | 0        | 0,03     |

| Diagramme climatique                                  |              |              |             |           |             |             |             |             |             |             |              |
| J                                                     | F            | M            | A           | M         | J           | J           | A           | S           | O           | N           | D            |
| 14,62,9170,2                                          | 16,13,8159,3 | 18,24,8135,1 | 20,66,164,8 | 25,48,830 | 29,711,38,6 | 34,413,40,3 | 34,212,71,8 | 31,610,44,1 | 26,17,345,2 | 18,14,489,9 | 13,72,2175,8 |
| Moyennes : • Temp. maxi et mini °C • Précipitation mm |              |              |             |           |             |             |             |             |             |             |              |

## À noter
La ville s’est d’abord appelée Ukiah City.

## Personnalités
- La militante féministe et lesbienne Sally Miller Gearhart y décède le 14 juillet 2021.